# Saponaria kermanensis
Saponaria kermanensis är en nejlikväxtart som beskrevs av Joseph Friedrich Nicolaus Bornmüller. Saponaria kermanensis ingår i släktet såpnejlikor, och familjen nejlikväxter. Inga underarter finns listade i Catalogue of Life.